# 永平寺町農業協同組合

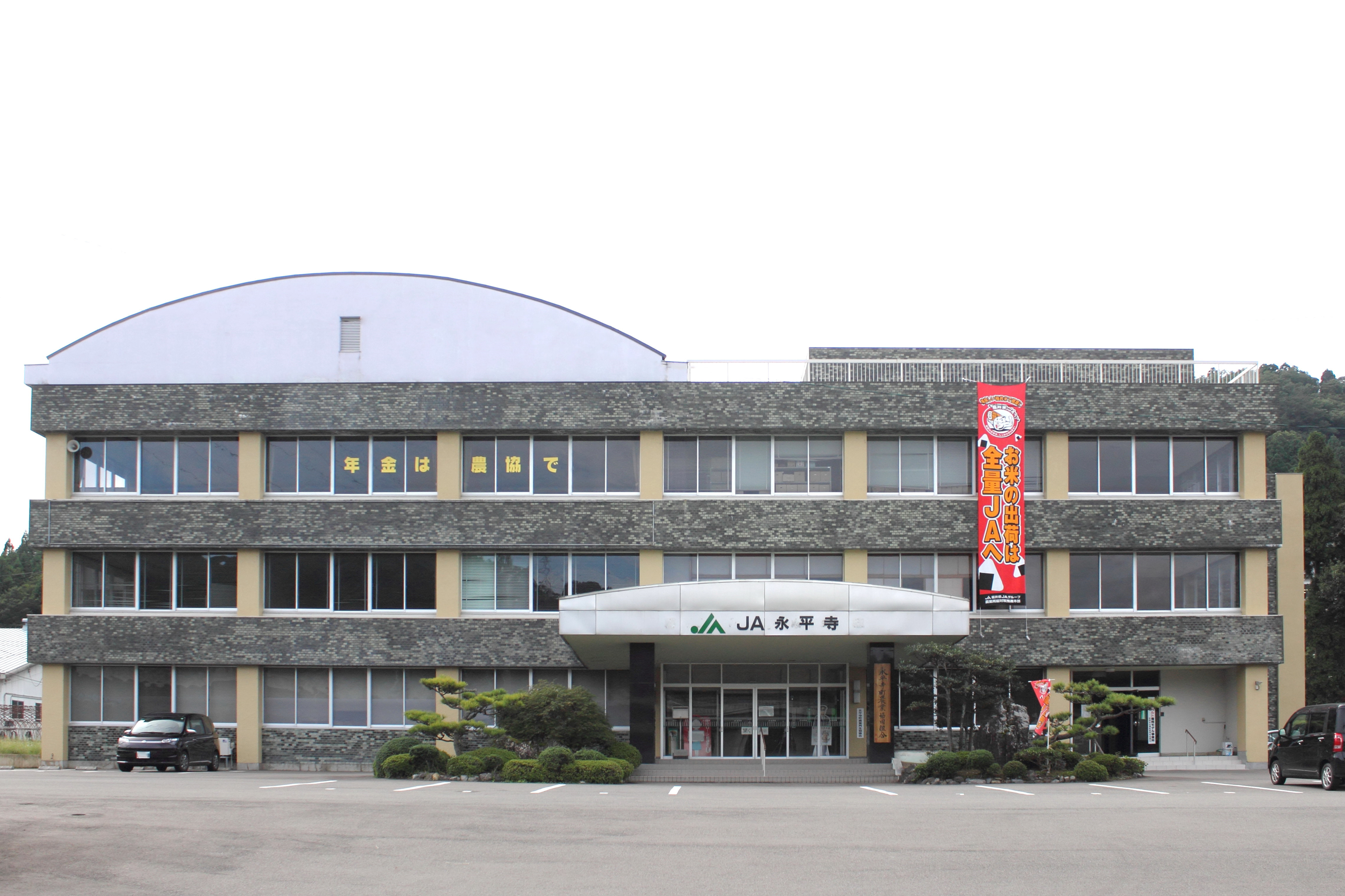
旧永平寺町農業協同組合 本所（現在はJA福井県永平寺支店）

永平寺町農業協同組合（えいへいじちょうのうぎょうきょうどうくみあい）は、かつて福井県吉田郡永平寺町に本店を置いていた農業協同組合（JA）。通称はJA永平寺。
2020年（令和2年）4月1日に、越前たけふ農業協同組合（JA越前たけふ）を除く福井県内の各JAと合併し福井県農業協同組合（JA福井県）が発足。これに伴い、JA永平寺は廃止された。

## 概要
- 1972年5月1日 吉田郡管内の4農協が合併し吉田郡みどり農協を設立。
  - 管轄の区域は永平寺町
- 1982年 吉田郡農業協同組合に名称変更。
- 2016年7月11日 永平寺町農業協同組合（JA永平寺）に名称変更[5]。
- 2020年4月1日 福井県農業協同組合発足に伴い廃止。
- 旧本店:福井県吉田郡永平寺町諏訪間47-27-1（JA福井県発足後は福井地区の永平寺支店となっている[6]）

## おもな事業所
JA福井県の施設として存続した事業所
- 本店（現・福井地区永平寺支店）
- 農機センター（現・永平寺農業施設センター、永平寺町諏訪間）
- 永平寺四季食彩館 れんげの里（坂井市丸岡町新鳴鹿）
- 永平寺四季食彩館 れんげの里 Lpa店[7]（福井市大和田二丁目、ラブリーパートナー・エルパ1階）

廃止された事業所
- 吉野ふれあい支所（永平寺町松岡吉野）
- 五領ふれあい支所（永平寺町松岡下合月）
- 永平寺ふれあい支所（永平寺町谷口）
- 上志比ふれあい支所（永平寺町山王）
- 永平寺給油所（土日祝は農繁期のみ営業）
- 特産物加工場（永平寺町山王）